# Rattanaburi (huyện)
Rattanaburi (tiếng Thái: รัตนบุรี) là một huyện (amphoe) ở đông bắc của tỉnh Surin, đông bắc Thái Lan.

## Lịch sử
Rattanaburi đã là một mueang thuộc mueang Surin và đã được chuyển thành một huyện trong cuộc cải cách hành chính thesaphiban cuối thế kỷ 19.

## Địa lý
Các huyện giáp ranh (từ phía nam theo chiều kim đồng hồ) là: Non Narai, Sanom và Tha Tum của tỉnh Surin, Suwannaphum và Phon Sai của tỉnh Roi Et, và Rasi Salai, Bueng Bun, Pho Si Suwan và Mueang Chan của tỉnh Sisaket.

## Hành chính
Huyện này được chia thành 12 phó huyện (tambon), các đơn vị này lại được chia ra thành 163 làng (muban). Rattanaburi là một thị trấn (thesaban tambon) nằm trên một phần của tambon Rattanaburi và Phai. Có 12 Tổ chức hành chính tambon.
| STT. | Tên            | Tên Thái  | Số làng | Dân số |  |
| ---- | -------------- | --------- | ------- | ------ |  |
| 1.   | Rattanaburi    | รัตนบุรี     | 17      | 15.518 |  |
| 2.   | That           | ธาตุ       | 14      | 7.271  |  |
| 3.   | Kae            | แก        | 15      | 6.322  |  |
| 4.   | Don Raet       | ดอนแรด    | 16      | 9.760  |  |
| 5.   | Nong Bua Thong | หนองบัวทอง | 10      | 4.649  |  |
| 6.   | Nong Bua Ban   | หนองบัวบาน | 15      | 10.999 |  |
| 9.   | Phai           | ไผ่        | 14      | 9.573  |  |
| 11.  | Boet           | เบิด       | 17      | 7.702  |  |
| 13.  | Nam Khiao      | น้ำเขียว    | 13      | 5.704  |  |
| 14.  | Kut Kha Khim   | กุดขาคีม    | 11      | 5.912  |  |
| 15.  | Yang Sawang    | ยางสว่าง   | 11      | 4.508  |  |
| 16.  | Thap Yai       | ทับใหญ่     | 10      | 6.142  |  |

Các con số không có trong bảng này là tambon nay tạo thành huyện Non Narai.